# Мілтон-Міллс (Нью-Гемпшир)
Мілтон-Міллс (англ. Milton Mills) — переписна місцевість (CDP) в США, в окрузі Страффорд штату Нью-Гемпшир. Населення — 313 особи (2020).

## Географія
Мілтон-Міллс розташований за координатами 43°30′24″ пн. ш. 70°58′0″ зх. д. / 43.50667° пн. ш. 70.96667° зх. д. (43.506548, -70.966763).  За даними Бюро перепису населення США в 2010 році переписна місцевість мала площу 2,24 км², з яких 2,23 км² — суходіл та 0,02 км² — водойми.

## Демографія
Згідно з переписом 2010 року, у переписній місцевості мешкало 299 осіб у 111 домогосподарстві у складі 85 родин. Густота населення становила 133 особи/км².  Було 127 помешкань (57/км²).
Расовий склад населення:
| - 99,0 % — білих |

До двох чи більше рас належало 1,0 %. Частка іспаномовних становила 0,0 % від усіх жителів.
За віковим діапазоном населення розподілялося таким чином: 26,4 % — особи молодші 18 років, 61,6 % — особи у віці 18—64 років, 12,0 % — особи у віці 65 років та старші. Медіана віку мешканця становила 40,4 року. На 100 осіб жіночої статі у переписній місцевості припадало 74,9 чоловіків;  на 100 жінок у віці від 18 років та старших — 80,3 чоловіків також старших 18 років.
Цивільне працевлаштоване населення становило 230 осіб. Основні галузі зайнятості: роздрібна торгівля — 32,2 %, виробництво — 25,2 %, освіта, охорона здоров'я та соціальна допомога — 14,8 %, транспорт — 9,1 %.